# Język bozaba
Język bozaba, także budzaba, buzaba – zagrożony wymarciem język z rodziny bantu, używany w DR Kongo w Prowincji Równikowej.
Według klasyfikacji Guthriego zaktualizowanej przez J.F. Maho, język bozaba zaliczany jest do języków ngondi grupy geograficznej języków bantu C, a jego kod to C162.